# فريدريك نيلسون جونز
فريدريك نيلسون جونز (بالإنجليزية: Frederick Nelson Jones)‏ هو شخصية أعمال ومصور ومخترِع نيوزيلندي، ولد في 4 مايو 1881، وتوفي في 29 أغسطس 1962.